# G-Music
G-Music, tên đầy đủ là Công ty Trách nhiệm hữu hạn Cổ phần Giải trí Mai Côi Đại Chúng hay Thu âm Mai Côi Đại Chúng (tiếng Trung: 玫瑰大眾唱片; tiếng Anh: Rose & Tachung Records; Hán-Việt: Mai Côi Đại Chúng Xướng phiến), là một công ty được thành lập năm 2002 bởi hai công ty Thu âm Mai Côi (; tiếng Anh: Rose Records) và Thu âm Đại Chúng (; tiếng Anh: Tachung Records), cả hai đều là những nhà bán lẻ và chuỗi bán buôn âm nhạc địa phương lớn nhất ở Đài Loan.
Ban đầu cả hai công ty cùng nhau lập ra bảng xếp hạng âm nhạc đại chúng của Đài Loan là Bảng xếp hạng G-Music (tiếng Trung: 風雲榜; Hán-Việt: Phong vân bảng; tiếng Anh: G-Music Chart).